# Lista de coduri GS1 ale țărilor
Lista de coduri GS1 de țări.
- 000 – 019 S.U.A. și Canada
- 020 – 029 rezervate pentru uz local (magazine și depozite)
- 030 – 039 medicamente din S.U.A.
- 040 – 049 rezervate pentru uz local (magazine și depozite)
- 050 – 059 cupoane
- 060 – 099 S.U.A. și Canada

- 100 – 139 S.U.A. (rezervate pentru uz ulterior)
- 200 – 299 rezervate pentru uz local (magazine și depozite)
- 300 – 379 Franța și Monaco
- 380 Bulgaria
- 383 Slovenia
- 385 Croația
- 387 Bosnia și Herțegovina
- 400 – 440 Germania (codul 440 este moștenit de la vechea Germanie de Est cu ocazia reunificării din 1990)
- 450 – 459 Japonia
- 460 – 469 Rusia
- 470 Kîrgîstan
- 471 Taiwan
- 474 Estonia
- 475 Letonia
- 476 Azerbaijan
- 477 Lituania
- 478 Uzbekistan
- 479 Sri Lanka
- 480 Filipine
- 481 Belarus
- 482 Ucraina
- 484 Moldova
- 485 Armenia
- 486 Georgia (țara)
- 487 Kazahstan
- 489 Hong Kong SAR
- 490 – 499 Japonia
- 500 – 509 Marea Britanie
- 520 Grecia
- 528 Liban
- 529 Cipru
- 530 Albania
- 531 Macedonia
- 535 Malta
- 539 Irlanda
- 540 – 549 Belgia și Luxemburg
- 560 Portugalia
- 569 Islanda
- 570 – 579 Danemarca, Insulele Faroe și Groenlanda
- 590 Polonia
- 594 România
- 599 Ungaria
- 600 – 601 Africa de Sud
- 603 Ghana
- 608 Bahrain
- 609 Mauritius
- 611 Maroc
- 613 Algeria
- 616 Kenya
- 618 Coasta de Azur
- 619 Tunisia
- 621 Siria
- 622 Egipt
- 624 Libia
- 625 Iordan
- 626 Iran
- 627 Kuweit
- 628 Arabia Saudită
- 629 Emiratele Arabe Unite
- 640 – 649 Finlanda
- 690 – 699 China
- 700 – 709 Norvegia
- 729 Israel
- 730 – 739 Suedia
- 740 Guatemala
- 741 El Salvador
- 742 Honduras
- 743 Nicaragua
- 744 Costa Rica
- 745 Panama
- 746 Republica Dominicană
- 750 Mexic
- 754 – 755 Canada
- 759 Venezuela
- 760 – 769 Elveția și Liechtenstein
- 770 Columbia
- 773 Uruguay
- 775 Peru
- 777 Bolivia
- 779 Argentina
- 780 Chile
- 784 Paraguay
- 785 Peru
- 786 Ecuador
- 789 – 790 Brazilia
- 800 – 839 Italia, San Marino și Vatican
- 840 – 849 Spania și Andorra
- 850 Cuba
- 858 Slovacia
- 859 Cehia
- 860 Serbia și Muntenegru
- 865 Mongolia
- 867 Coreea de Nord
- 869 Turcia
- 870 – 879 Olanda
- 880 Coreea de Sud
- 884 Cambodgia
- 885 Tailanda
- 888 Singapore
- 890 India
- 893 Vietnam
- 899 Indonezia
- 900 – 919 Austria
- 930 – 939 Australia
- 940 – 949 Noua Zeelandă
- 950 Head Office
- 955 Malaezia
- 958 Macao
- 977 Publicații periodice (ISSN)
- 978 – 979 Bookland (ISBN) – 979 a fost utilizat în trecut pentru partituri muzicale
- 980 Chitanțe de înapoiere
- 981 – 982 Cupoane „Common Currency”
- 990 – 999 Cupoane

Codul GS1 950 (Head Office) este folosit de tratate speciale și acorduri bilaterale. De exemplu, 9509999 a fost alocat de GS1 către programul Națiunilor Unite, United Nations International Drug Control Programme UNDCP în 1995.
Adăugările recente (Albania, Ghana, Coasta de Azur) au făcut posibil ca fiecare țară din Europa să aibă acum un cod GS1 cu observația că țările mai mici cum ar fi Luxembourg și Liechtenstein împart codurile cu vecinii lor. Țările care nu apar aici nu sunt la data scrierii acestui articol în sistemul GS1. Codurile care sunt actualmente rezervate pentru a fi folosite ulterior sunt:
- 140 – 199
- 381, 382, 384 & 386
- 388 – 399
- 441 – 449
- 472, 473, 483 & 488
- 510 – 519
- 521 – 527
- 532 – 534 & 536 – 538
- 550 – 559
- 561 – 568
- 580 – 589
- 591 – 593 & 595 – 598
- 602 & 604 – 607
- 610, 612, 614, 615, 617, 620 & 623
- 630 – 639
- 650 – 689
- 696 – 699
- 710 – 728
- 747 – 749
- 751 – 753 & 756 – 758
- 771, 772, 774, 776 & 778
- 781 – 783, 787 & 788
- 791 – 799
- 851 – 857
- 861 – 864, 866 & 868
- 881 – 883, 886, 887 & 889
- 891, 892 & 894 – 898
- 920 – 929
- 951 – 954, 956 & 957
- 959 – 976
- 983 – 989